# Formiate d'aluminium
Le formiate d'aluminium, ou triformiate d'aluminium, est un composé chimique de formule Al(O2CH)3, précisément un sel d'anions formiate HCO2− et de cations aluminium Al3+. Il s'agit d'un solide blanc soluble dans l'eau et se décomposant à partir de 325 °C. On peut l'obtenir en faisant réagir de l'hydroxyde d'aluminium Al(OH)3 avec de l'acide formique HCOOH ou en faisant réagir du formiate de baryum (de) Ba(O2CH)2 avec du sulfate d'aluminium Al2(SO4)3,.
Le formiate d'aluminium est utilisé dans la fabrication du papier, comme mordant dans l'industrie textile et comme astringent dans les cosmétiques. Le formiate d'aluminium est un excellent adsorbant pour le dioxyde de carbone CO2. Une application potentielle est le captage du CO2 produit par les centrales thermiques fonctionnant aux combustibles fossiles,. Cela provient du fait que le formiate d'aluminium forme un réseau métallo-organique (MOF) relativement simple.